# A vadász és a préda
A vadász és a préda (eredeti cím: Prey) 2021-ben bemutatott német thriller, melynek forgatókönyvírója és rendezője Thomas Sieben, a főszerepben David Kross, Hanno Koffler és Maria Ehrich látható.
A filmet 2021. szeptember 10-én mutatta be a Netflix.

## Cselekmény
Öt jó barátból álló csapat kirándulni indul egy folyó mentén. Hamarosan lövéseket hallanak a távolból. Plüssállatot találnak az egyik fa tövében, viszont nem fordítanak rá különösebb figyelmet, de egyikőjük zsebre teszi.
A kirándulás jól sikerül, egészen addig, míg Vincent kis híján a halálba zuhan az egyik domboldalon. Ezt követően rövid visszaemlékezés látható, melyben Roman és felesége, Lisa boldog pillanatai vannak. Miközben sétálnak az erdőben, a lövések egyre közelebbről hallatszódnak. A csapat úgy véli vadászidény van, azonban Vincent bal karját lövés éri.
Abban a hitben, hogy a lövés véletlenül történt, a csapatot valaki lesből kezdi el tüzelni. A férfiak menedékként az autójuk mögé bújnak. Albert megpróbálja felhívni a mentőket, de a gyenge térerő miatt nem elérhetőek. Megpróbálnak az erdőn keresztül elmenekülni.
Vincent észrevesz egy helikoptert elrepül felettük. Kiabál fölfelé, de Peter lecsendesíti a figyelem felkeltés miatt. A helyzetükre való tekintettel Vincent kezd érzelmileg összeomlani.
Tovább haladnak az erdőben, majd észrevesznek egy nőt egyhelyben állni folyó partján. Stefan a segítségéért kiált, a nő azonban hirtelen megfordul fegyverrel a kezében, és fejbe lövi őt, a többiek pedig fedezékbe vonulnak az erdőbe.
Az életben maradt férfiak tovább haladnak, míg egy kisbolthoz nem érnek. Megpróbálják tárcsázni a mentőket, a bolt alkalmazottja viszont nem veszi komolyan a helyzetüket, hogy gyilkosság történt volna.
Az eladót fejbelövi Eva a távolból, Vincentet ismét eltalálja, majd közelebb lopakodik, és végez vele. A három túlélő menekülés közben megadja magát, és megkérdezik a nőtől, miért vadászik rájuk. Furcsa mód nem válaszol, és hagyja őket elsétálni.
Miután elérnek egy parkhoz, Peter összeveszik a többiekkel, és elkülönül tőlük. Albertet meglövik. Roman és Albert nyaralóházakat fedeznek fel, Roman bemegy az egyikbe és az asztalon lévő laptopon felvételeket talál Eváról, ahogy egy csapat részeg férfi zaklatja, melynek során véletlenül megölik az ő Anne nevű kislányát. A nő emiatt kezdett el vadászni.
Közben Eva többszörösen meglövi Petert, aki egy útra tévedt. A halálosan megsebesült férfi könyörög az életéért, de végül fejbelövi. A másik két férfi bújkálni kezd, Roman azonban megtudja Albert telefonjából, hogy hosszú ideje viszonya van Roman feleségével, Lisával. Ennek ellenére Roman segít Albert sebét lekezelni, majd elrejti őt az egyik sziklánál.
Eva amikor meghallja, hogy Roman feléje lopakodik, végül lábon lövi. Mielőtt őt is fejbelőhetné, Roman előveszi a zsebéből Anne plüssét, amit korábban eltett. Ezzel sikerül elterelnie a figyelmét, és a két fél között harc alakul ki. Roman megszerzi a fegyverét és ledobja a szikláról, Eva pedig hátrálni kezd és a halálba zuhan.
A kimerült Roman leül a földre és megpihen. A film nem ad egyértelmű választ arra, hogy a megsebesült Albert túlélte-e, így ezt a döntést a nézőkre bízzák.

## Szereplők
| Szerep  | Színész           | Magyar hang     |
| ------- | ----------------- | --------------- |
| Roman   | David Kross       | Kenéz Ágoston   |
| Albert  | Hanno Koffler     | Fehér Tibor     |
| Eva     | Maria Ehrich      | Molnár Ilona    |
| Peter   | Robert Finster    | Szatory Dávid   |
| Vincent | Yung Ngo          | Pálmai Szabolcs |
| Stefan  | Klaus Steinbacher | Csiby Gergely   |
| Lisa    | Livia Matthes     | Staub Viktória  |
| Jenny   | Nellie Thalbach   | Czető Zsanett   |

## Filmkészítés
A filmet Thomas Sieben rendezte, aki a forgatókönyvet is írta. A forgatás 2020 november elejétől december elejéig tartott. Az operatőr Andreas Berger lett.
2021. szeptember 10-én került fel a Netflix programjába Németországban és az Amerikai Egyesült Államokban. A film zenéjét Michael Kamm és Maximilian Stephan szerezte. A zenealbumot a Lovebox adta ki letölthető formában a Netflix megjelenése alkalmából.

## Fordítás
- Ez a szócikk részben vagy egészben  a   Prey (2021 film) című angol Wikipédia-szócikk fordításán alapul.  Az eredeti cikk szerkesztőit annak laptörténete sorolja fel. Ez a jelzés csupán a megfogalmazás eredetét és a szerzői jogokat jelzi, nem szolgál a cikkben szereplő információk forrásmegjelöléseként.
- Ez a szócikk részben vagy egészben  a   Prey (2021) című német Wikipédia-szócikk fordításán alapul.  Az eredeti cikk szerkesztőit annak laptörténete sorolja fel. Ez a jelzés csupán a megfogalmazás eredetét és a szerzői jogokat jelzi, nem szolgál a cikkben szereplő információk forrásmegjelöléseként.